# Euchaetes albaticosta
Euchaetes albaticosta är en fjärilsart som beskrevs av Dyar 1912. Euchaetes albaticosta ingår i släktet Euchaetes och familjen björnspinnare. Inga underarter finns listade i Catalogue of Life.